# William Campbell (acteur)
Pour les articles homonymes, voir William Campbell et Campbell.
William Campbell est un acteur américain, né le 30 octobre 1923 à Newark (New Jersey)  et mort le 28 avril 2011 à Woodland Hills (Californie). 

## Biographie
Il épousa Judith Campbell, avec qui il divorcera en 1958. Celle-ci devint par la suite maîtresse de John F. Kennedy.

## Filmographie partielle
- 1950 : Trafic en haute mer (The Breaking Point) de Michael Curtiz : Concho
- 1951 : Le peuple accuse O'Hara (The People Against O'Hara) de John Sturges : Frank Korvac
- 1952 : Holiday for Sinners de Gerald Mayer
- 1953 : Le Joyeux Prisonnier (Small Town Girl) de László Kardos : Ted
- 1953 : Le Cirque infernal (Battle Circus) de Richard Brooks : le capitaine John Rustford
- 1954 : Écrit dans le ciel (The High and the Mighty) de William A. Wellman : Hobie Wheeler
- 1955 : L'Homme qui n'a pas d'étoile (Man without a Star) de King Vidor : Jeff Jimson
- 1955 : Le Cri de la victoire (Battle Cry) de Raoul Walsh : Wronski
- 1955 : Le Gang des jeunes (Running Wild) d'Abner Biberman
- 1956 : Le Cavalier du crépuscule (Love Me Tender) de Robert D. Webb : Brett Reno
- 1956 : Coup de fouet en retour (Backlash) de John Sturges : Johhnny Cool
- 1956 : Man in the Vault d'Andrew V. McLaglen : Tommy Dancer
- 1958 : La Blonde et le Shérif (The Sheriff of Fractured Jaw) de Raoul Walsh : Keeno
- 1958 : Les Nus et les Morts (The Naked and the Dead) de Raoul Walsh : Brown
- 1958 : L'Héritage de la colère (Money, Women and Guns) de Richard Bartlett (en)
- 1963 : Duel sur le circuit (The Young Racers) de Roger Corman
- 1963 : Dementia 13 de Francis Ford Coppola : Richard Haloran
- 1964 : L'Invasion secrète (The Secret Invasion) de Roger Corman : Jean Saval
- 1964 : Chut... chut, chère Charlotte (Hush… Hush, sweet Charlotte) de Robert Aldrich : Paul Marchand
- 1966 : Blood Bath de Jack Hill et Stephanie Rothman : Antonio Sordi
- 1965-1966 : Gallegher (série télévisée)
- 1966 : Les Mystères de l'Ouest (The Wild Wild West), (série TV) - Saison 1 épisode 25, La Nuit des conquistadors (The Night of the Freebooters), de Edward Dein : sgt. Bender
- 1967 : Star Trek (série télévisée) - Saison 1 épisode 18, Le Chevalier de Dalos (The Squire of Gothos) de Don McDougall : Trelane
- 1967 : Star Trek (série télévisée) - Saison 2 épisode 15, épisode  Tribulations (The Trouble with Tribbles) de Joseph Pevney : Captaine Koloth
- 1971 : Si tu crois fillette (Pretty Maids All in a Row) de Roger Vadim
- 1972 : Gunn la gâchette (Black Gunn) de Robert Hartford-Davis : Rico
- 1994 : Star Trek Deep Space Nine (TV) : Kolloth (Saison 2, épisode 19 "Le pacte de sang")